# Virginia Apgar
Virginia Apgar (Westfield, 7 giugno 1909 – New York, 7 agosto 1974) è stata una pediatra statunitense.
Allo Sloane Hospital for Women di New York introdusse, nel 1952, un sistema di valutazione della vitalità e dell'efficienza delle funzioni vitali primarie dei neonati chiamato Indice di Apgar, che è ancora oggi utilizzato in tutto il mondo.

## Biografia

### L'infanzia di Virginia
Virginia Apgar nacque a Westfield, New Jersey, il 7 giugno 1909, da Helen Clarke Apgar e Charles Emory Apgar. Al momento della sua nascita, i suoi genitori avevano già due bambini: Charles Emory Jr, che si ammalò presto di tubercolosi e morì prima di compiere quattro anni, e Lawrence Clarke che aveva due anni quando Virginia nacque. Anche Lawrence, purtroppo, non godeva di buona salute, in quanto soffriva di eczema cronico; poiché era principalmente la madre ad occuparsi di lui, Virginia trascorse la maggior parte della sua infanzia con il padre e fu grazie a ciò che egli poté trasmetterle le sue più grandi passioni: la musica e la scienza.
Sia Virginia che Lawrence, infatti, iniziarono fin da piccoli a prendere lezioni di musica: Lawrence suonava il pianoforte, mentre la piccola Ginny (così era soprannominata Virginia) imparò a suonare il violino e il violoncello.
L'amore per la scienza trasmessole dal padre, poi, fece sì che Virginia volle iscriversi, una volta terminato il liceo, all'università: ella scelse di laurearsi in medicina, scelta piuttosto inusuale tra le donne dell'epoca. Non avendo conosciuto prima d'allora nessuna donna medico, la sua scelta fu probabilmente influenzata dal fatto che entrambi i suoi fratelli avevano sofferto per qualche malattia ed ella era stata spesso in contatto con il medico che li aveva in cura.
Nel 1925 Virginia iniziò a frequentare il Mount Holyoke College, South Hadley, Massachusetts, diplomandosi in zoologia e chimica. Durante gli anni trascorsi al college, continuò a suonare, entrando a far parte anche dell'orchestra del Mount Holyoke, e partecipò anche a molte altre attività extracurriculari. Per pagarsi gli studi, però, dovette fare anche numerosi lavori, tra cui quello di fare esperimenti sui gatti nel dipartimento di zoologia del college. Riuscì comunque a diplomarsi nel 1929 con ottimi risultati.

### Gli anni all'università
Convinta di voler diventare un medico, Virginia entrò al Columbia University's College of Physicians and Surgeons. Ben presto, però, a causa della profonda crisi che colpì gli Stati Uniti nel 1929 la famiglia Apgar subì notevoli danni economici e Virginia dovette accettare un prestito da alcuni amici di famiglia per poter continuare i suoi studi. Nonostante questo, si laureò nel 1933: a 24 anni, Virginia Apgar realizzava il suo sogno e diventava finalmente un medico.
Vinse, poi, subito dopo un posto al Columbia Presbyterian Hospital per la specializzazione in chirurgia, dove iniziò il suo internato sotto la guida del dottor Alan Whipple, primario di chirurgia dell'istituto.
Ben presto, però, il dottor Whipple consigliò a Virginia di abbandonare l'idea di specializzarsi in chirurgia per diversi motivi: a New York, all'epoca, i chirurghi erano moltissimi e a causa della grande crisi sarebbe stato ancora più difficile per lei, essendo una donna, riuscire a praticare la professione; oltre questo, c'erano già quattro chirurghi che facevano l'internato con il dottor Whipple e non c'erano altri finanziamenti.

### Dalla chirurgia all'anestesia ostetrica
Nonostante questi problemi, il dottor Whipple era fermamente convinto che Virginia dovesse rimanere in Medicina e fu proprio lui a suggerirle di diventare un'anestesista. In quel periodo infatti erano pochi i medici specializzati in questo settore, tant'è che l'anestesia era praticata più che altro da infermiere, ma tutti erano consapevoli del fatto che questa specializzazione fosse di fondamentale importanza per la chirurgia. Fu anche questo uno dei motivi che spinse Virginia ad accettare il consiglio del dottore: già dall'agosto 1934 iniziò a cercare un posto dove iniziare questa nuova specializzazione. Per prima cosa scrisse al dottor Frank McMechan, segretario generale dell'Associated Anesthesists of the United States and Canada (all'epoca, la più grande associazione del Nord America per l'anestesia), chiedendogli di inviarle una lista di possibili luoghi dove poter studiare. Questi le rispose inviandole una lista di tredici possibili posti, ma di questi solo due erano retribuiti. Per motivi finanziari, dunque, poiché Virginia doveva mantenersi da sola, decise di terminare il suo internato in Chirurgia fino al novembre 1935.
Dal 1936 al 1937, Virginia imparò le basi dell'anestesia dalle infermiere del Columbia Presbyterian Hospital.
Il 1º gennaio del 1937, Virginia partì per un viaggio di sei mesi a Madison, Wisconsin, con lo scopo di visitare il dipartimento di anestesia guidato dal dottor Ralph Waters, ma ebbe numerosi problemi per trovare un luogo dove vivere e fu costretta a tornare a New York dove trascorse i successivi sei mesi con il dottor Ernest Rovenstine al Bellevue Hospital, incontrando ancora moltissimi problemi per trovare un alloggio, in quanto la maggior parte erano riservati agli uomini (cosa che la infastidiva molto).
Finalmente nel 1938 terminò il suo internato in anestesia al Bellevue e tornò al Columbia Presbyterian Hospital per lavorare nel reparti di anestesia: durante lo stesso anno fu nominata primario di tale reparto. Fu la prima donna a riuscirci.
Dal 1949, Virginia Apgar decise di specializzarsi ulteriormente e si interessò all'anestesia ostetrica: il suo obiettivo era quello di assicurare alle donne che stavano per dare alla luce un bambino, soprattutto se con parto cesareo, il giusto quantitativo di anestetico, ma soprattutto voleva cercare di trovare il modo per ridurre la mortalità delle donne durante il parto, che all'epoca era elevatissima.
Entrò a far parte del Columbia's Sloane Hospital for Women, dove già da prima che Virginia arrivasse si stava studiando il problema.
L'entusiasmo di Virginia per questo nuovo obiettivo fu però smorzato nel 1950 dalla morte del padre: nonostante la grave perdita, Virginia fu confortata dal fatto che suo padre era almeno riuscito a vederla diventare medico.
Al Columbia's Sloane Hospital iniziò il suo lavoro organizzando un programma per l'insegnamento: tutti gli studenti avrebbero dovuto lavorare per due mesi nel reparto di anestesia ostetrica; bisogna dire che molti tra coloro che si stavano specializzando si sentivano in un certo qual modo onorati di poter lavorare con Virginia Apgar.
Il suo metodo d'insegnamento era particolare: preferiva spiegare al letto del paziente, piuttosto che tenere solo lezioni teoriche e in più spesso utilizzava il proprio corpo come modello; oltre le sue lezioni non c'era molto altro da leggere e studiare in quanto all'epoca era stato scritto ancora molto poco su questa specializzazione.
Fin da quando si interessò all'anestesia ostetrica, Virginia spese molto tempo e impegno nello studio degli effetti che gli anestetici utilizzati durante il parto avevano sui neonati, e ancora prima sui feti: si accorse, in particolare, che spesso gli anestetici causavano ai neonati problemi respiratori. Fu anche per questo motivo, dunque, che si iniziò ad utilizzare l'anestesia epidurale piuttosto che quella totale sulle donne che stavano partorendo, dando così alle nuove mamme la possibilità di osservare fin dai primi istanti il proprio bambino.

### Gli hobby
La medicina non fu l'unico interesse di Virginia: ebbe infatti numerosi hobby e non permise mai che il lavoro la assorbisse completamente. Uno dei suoi interessi era collezionare francobolli, ma amava molto anche lo sport: andava spesso a pesca (grazie ai suoi numerosi viaggi pescò anche lungo la barriera corallina in Australia), giocava a badminton e a golf ed era anche una tifosa di football; le piaceva anche il giardinaggio.
Oltre questo, ogni momento per lei era buono per imparare qualcosa di nuovo, il mondo era la sua classe e ogni giorno c'era una nuova eccitante lezione da imparare. Il dottor Stanley James, professore emerito di pediatria e di ginecologia e ostetricia la definì una "studentessa fino al giorno della sua morte". Qualche anno prima di morire, ad esempio, volle addirittura imparare a guidare un aereo e iniziò a prendere lezioni di volo.
Virginia era anche un'eccellente relatrice e le sue lezioni erano molto amate dal pubblico poiché sapeva come renderle divertenti.
Tra tutti i suoi numerosi hobbies, però, sicuramente il suo preferito rimaneva la musica: nonostante tutti i suoi impegni non smise mai di suonare il violino e il violoncello ed ebbe anche occasione di esibirsi insieme alla Teaneck Symphony of New York, Amateur Music Players e nel Catgut Acoustical Society. Amava talmente tanto la musica che decise persino di imparare a costruire da sola i propri strumenti: un giorno una sua paziente, Carleen Hutchins, le raccontò come aveva costruito il proprio violino e le permise anche di suonarlo; fu probabilmente da qui che nacque questo nuovo interesse in Virginia. A causa dei numerosi impegni di lavoro, aveva tempo di dedicarvisi solo da mezzanotte alle due, nella camera da letto del suo appartamento, e lavorando solo così poche ore al giorno riuscì a costruire un violino, un violoncello e una viola.

### L'esperienza al March of Dimes
Nel 1959, Virginia decise di concedersi un anno sabbatico, ma non smise certo di studiare: si iscrisse alla Università Johns Hopkins di Baltimora per conseguire un diploma per la Sanità Pubblica e continuò a tenere conferenze soprattutto sui difetti che riscontrava nei neonati.
Il diploma che aveva appena conseguito e il suo interesse ad aiutare i neonati, specialmente se avevano malformazioni, fecero sì che il 19 aprile 1959 le fosse chiesto di entrare a far parte della National Foundation for Infantile Paralysis, forse più noto come March of Dimes, un'organizzazione fondata nel 1938 dall'allora presidente degli Stati Uniti Franklin Delano Roosevelt per curare e vaccinare i bambini affetti da poliomielite. Virginia accettò, ma contemporaneamente dovette lasciare il Columbia Hospital e di conseguenza l'anestesia, poiché non sarebbe stata in grado di gestire al meglio entrambi gli impegni.
Nel giugno del 1959, dunque, entrò a far parte ufficialmente del March of Dimes, come direttrice del Dipartimento di malattie congenite e nel 1968 fu nominata vicepresidente della Fondazione.
Durante tutti questi anni, la sua preoccupazione principale fu quella di raccogliere fondi per finanziare la ricerca soprattutto riguardo alle cause che scatenavano malattie congenite; organizzò anche dei corsi che insegnassero ai genitori come contribuire alla prevenzione di alcune di queste malattie e soprattutto come occuparsi di bambini nati con malformazioni.
Grazie al contributo di Virginia e al suo programma di raccolta fondi, la poliomielite fu presto praticamente eliminata dagli Stati Uniti.

### Gli ultimi anni
Dal 1963 in poi, Virginia pubblicò moltissimi articoli (oltre 70) riguardo l'anestesiologia, la rianimazione e le anomalie congenite, fino a quando nel 1972 pubblicò con il contributo di Joan Beck il suo primo libro intitolato "Is my baby all right?". Nel frattempo continuò a tenere conferenze soprattutto riguardo alla sindrome di Down pubblicando ancora una volta numerosi articoli che furono poi raccolti dalla New York Academy of Sciences in un libro intitolato "Down's Syndrome (Mongolism)" nel 1970.
Nel 1974 il suo fisico cominciò a non sopportare più una vita così impegnativa e fu presto ricoverata al Columbia Presbyterian Medical Center di New York, dove morì il 7 agosto 1974 a causa di una cirrosi del fegato, di cui soffriva da alcuni anni. Virginia fu sepolta accanto ai suoi genitori (la madre era morta nel 1969) nel Fairview Cemetery a Westfield, nel New Jersey: sulla sua tomba furono incise le parole "Creator of the Apgar Score".

## L'Indice di Apgar
Virginia si interessò poi al problema della rianimazione cardiopolmonare: si accorse che molto spesso i neonati che ne avevano bisogno, non erano rianimati nel modo corretto, anzi si rese conto che i metodi usati dai medici erano piuttosto scadenti.
In questo ambito, Virginia Apgar diede il suo più grande contributo alla medicina: il punteggio di Apgar. 
Prima dell'introduzione di tale punteggio, i neonati non ricevevano le giuste attenzioni subito dopo la nascita, tanto è vero che molto spesso accadeva che bambini apparentemente sani alla nascita, morivano pochi minuti dopo.
L'invenzione di questo codice fu quasi casuale: una mattina del 1949, uno studente chiese alla dott.ssa Apgar quale fosse il metodo migliore per visitare un bambino appena nato; Virginia annotò su un foglio cinque punti da considerare e un relativo punteggio da attribuire al neonato sulla base delle osservazioni effettuate. I punti da valutare erano: attività cardiaca, attività respiratoria, tono muscolare, reattività alla stimolazione, colorito.
Tale codice doveva servire a medici e infermieri in sala parto per stabilire se un neonato avesse bisogno o meno di rianimazione.
Un "prototipo", se così si può definire, del punteggio di Apgar fu presentato nel 1952, sotto il nome di "Newborn Scoring System" al congresso della International Anesthesia Research Society e fu poi pubblicato ufficialmente nel 1953. A partire dal 1962, si iniziò a chiamarlo "punteggio di Apgar".
Il pediatra Joseph Butterfield utilizzò le lettere del cognome APGAR per creare un acronimo che facesse memorizzare meglio agli studenti i cinque punti da analizzare: A → Appearence (colorito), P → Pulse (frequenza cardiaca), G → Grimace (riflessi), A → Activity (tono muscolare), R → Respiratory effort (attività respiratoria). Tale acronimo fu poi pubblicato nel 1963 sul Journal of the American Medical Association.
L'Indice di Apgar è un criterio per valutare le condizioni di salute dei neonati subito dopo la nascita. In base alla valutazione di alcuni parametri ad ogni neonato viene attribuito un punteggio che va da 0 a 10; solitamente si ripete la visita ad un minuto e a cinque minuti dopo la nascita, ma se le condizioni del neonato si mostrano particolarmente critiche può e deve essere effettuato in qualsiasi istante di vita.
| PARAMETRI             | 0 punti             | 1 punto                             | 2 punti                           |
| --------------------- | ------------------- | ----------------------------------- | --------------------------------- |
| Colorito              | cianotico o pallido | estremità cianotiche e tronco roseo | completamente roseo               |
| Frequenza cardiaca    | assente             | minore di 100 battiti al minuto     | maggiore di 100 battiti al minuto |
| Riflessi              | assenti             | scarsi                              | pianto vivace e tosse             |
| Tono muscolare        | assente             | debole                              | movimenti attivi                  |
| Attività respiratoria | assente             | lenta e irregolare                  | vigorosa con pianto               |

In base a tali parametri si considera normale un neonato con punteggio compreso tra 7 e 10, moderatamente depresso se ha un punteggio compreso tra 4 e 6, infine gravemente depresso se ha un punteggio minore di 4.
Ecco come Virginia Apgar descrisse nell'articolo del 1953 l'applicazione del suo punteggio:
"È stata fatta una lista di tutti i segni obiettivi che si potevano riscontrare in ogni caso in un neonato al momento della nascita. Di questi, sono stati considerati utili cinque segni che possono essere facilmente determinati senza interferire con la cura del bambino. Ad ogni segno è attribuito un punteggio pari a 0, 1 o 2 a seconda se questo è presente o assente. Un punteggio di 10 indica che il bambino è nelle migliori condizioni possibili. Il momento per valutare questi segni [...] corrisponde a 60 secondi dopo la nascita.
I parametri considerati sono i seguenti:
- Frequenza cardiaca: Questo è tra tutti il parametro più importante per la diagnosi e la prognosi. Una frequenza cardiaca compresa tra 100 e 140 è considerata buona e corrisponde a un punteggio di 2, una frequenza al di sotto di 100 riceve 1 punto, e il punteggio è 0 se non può essere visto, sentito o ascoltato alcun battito. La palpazione eseguita due dita sopra l'ombelico è il metodo più efficace per determinare la frequenza cardiaca velocemente.
- Attività respiratoria: Un bambino che è in apnea a 60 secondi dalla nascita riceve 0 punti, mentre uno che respira e piange abbondantemente riceve 2 punti. Tutti gli altri tipi di attività respiratioria [...] ricevono 1 punto.
- Riflessi: Questo termine si riferisce alla risposta ad alcune forme di stimolazione. Il metodo più usato per testare i riflessi è l'aspirazione dall'orofaringe e dalle narici mediante un catetere soffice che causa una contrazione dei muscoli mimici, uno starnuto o la tosse.
- Tono muscolare: Questo è un parametro facile da giudicare: un bambino completamente flaccido riceve un punteggio pari a 0, e uno con un buon tono e una flessione spontanea di braccia e gambe [...] riceve 2 punti.
- Colorito: Questo è senz'altro il segno più difficile da valutare perché differisce da osservatore a osservatore: tutti i bambini alla nascita sono ovviamente cianotici a causa della difficoltà respiratoria durante il passaggio dal canale del parto e la relativa bassa saturazione di ossigeno nel loro organismo. La sparizione di tale cianosi dipende direttamente da due parametri considerati in precedenza, l'attività respiratoria e la frequenza cardiaca. [...] Un punteggio pari a 2 viene dato solo a quei neonati che si presentano completamente rosei."[12]

## Riconoscimenti
Virginia Apgar, nel corso della sua vita ma anche dopo la sua morte, ricevette numerosissimi riconoscimenti e incarichi di prestigio dalla maggior parte delle Associazioni di cui fece parte, a testimonianza dell'impegno e dell'enorme contributo che diede alla medicina grazie al suo operato.
- Dal 1938 al 1949 fu la direttrice del reparto di Anestesia del Columbia Hospital: fu la prima donna a ricevere questo incarico.
- Nel 1939 ricevette il Board Certification dell'American Society of Anesthesiologists (ASA): fu la seconda donna a ricevere questo diploma.
- Dal 1941 al 1945, fu eletta "tesoriere" dell'ASA.
- Nel 1949 fu la prima donna a diventare professoressa al College of Physicians & Surgeons alla Columbia University.
- Nel 1959 fu nominata relatore alla Johns Hopkins University e nello stesso anno professore clinico di Pediatria alla Cornell University di New York.
- Nel 1960 fu premiata con l'Elizabeth Blackwell Citation for Distinguished Service Medicine by a Woman dal New York Infirmary.
- Nel 1961 ricevette l'ASA Distinguished Service Award.
- Nel 1964 fu insignita del grado di "dottore in scienze mediche" dal Women's College of Pennsylvania.
- Nel 1965 il Mount Holyoke College le conferì il titolo di "dottore in scienze".
- Tra il 1966 e il 1971 fu nominata "alumna trustee" (ex alunna fiduciaria) del Mount Holyoke College.
- Nel 1973 il giornale Ladies' Home la nominò "Donna dell'anno". Nello stesso anno ebbe l'onore di essere eletta relatrice del Dipartimento di Genetica alla Johns Hopkins School of Public Health. Sempre durante questo anno fu la prima donna a ricevere la Columbia University's Gold Medal for Distinguished Achievement in Medicine dal College of Physicians and Surgeons.

Oltre questo fu membro onorario dell'American Academy of Pediatrics e dell'American College of Obstetricians and Gynecologists, ma anche un membro in numerosi gruppi di ricerca: l'American Association for the Advancement of Science, l'American Society of Human Genetics, l'Harvey Society, la Teratology Society e il Twenty-Five Year Club of Presbyterian Hospital di New York.
Bisogna sottolineare, infine, che la straordinaria personalità e l'operato di Virginia continuarono ad essere premiati anche dopo la sua morte:
- Nel 1994, in occasione del venticinquesimo anniversario della sua morte, fu stampato un francobollo con un suo ritratto che fu presentato alla riunione annuale dell'American Academy of Pediatrics tenutasi a Dallas, in Texas, il 24 ottobre 1994. Virginia fu l'unica anestesista, insieme ad un altro anestesista che si chiamava Crawford Long, ad avere un francobollo in suo onore.
- Nel 1995, precisamente il 14 ottobre, Virginia fu inserita tra altre diciotto donne importanti nella National Women's Hall of Fame a Seneca Falls, New York.